# 249
| [ Edytuj tabelę ] |                                                             |
| Władca Korei      | - 248 Chungch’ŏn 270                                        |
| Papież            | - 236 Fabian 250                                            |
| Król Persji       | - 241 Szapur I 272                                          |
| Cesarz Rzymu      | - 244 Filip I Arab 249 - 247 Filip II 249 - 249 Decjusz 251 |

Rok 249 / CCXLIX
stulecia: II wiek ~
III wiek ~
IV wiek

lata: 239 «
244 «
245 «
246 «
247 «
248 «
249
» 250
» 251
» 252
» 253
» 254
» 259

## Wydarzenia
- maj/czerwiec – Decjusz został obwołany przez żołnierzy cesarzem rzymskim.
- sierpień/wrzesień – Filip I Arab zginął w bitwie pod Weroną, faktyczne przejęcie rządów przez Decjusza.
- Goci pod wodzą Kniwy ponowili ataki na terytoria rzymskie.
- Za panowania Decjusza (249–251) miały miejsce pierwsze systematyczne prześladowania chrześcijan.

## Zmarli
- Apolonia z Aleksandrii, męczennica chrześcijańska.
- Filip I Arab, cesarz rzymski, poległ w bitwie (ur. 204).
- Filip II, syn Filipa Araba, zamordowany (ur. ~237).
- Sponsianus (?), rzymski uzurpator.
- Wang Bi, chiński taoista i urzędnik (ur. 226).